# Craig Mottram
Craig Stuart Mottram (Melbourne, 18 juni 1980) is een Australische langeafstandsloper en meervoudig Oceanisch recordhouder op afstanden tussen de 1 Eng. mijl (tot 2022) en de 10 km. Zijn grootste successen behaalde hij op de 5000 m. In deze discipline werd hij meervoudig Australisch kampioen. Hij nam viermaal deel aan de Olympische Spelen, maar behaalde hierbij geen medailles.

## Biografie

### Debuut op OS en brons op WK
Op twintigjarige leeftijd maakte Mottram in 2000 zijn debuut op de Olympische Spelen, maar sneuvelde in de voorrondes van de 5000 m. Nadat hij op de Gemenebestspelen van 2002 zesde en op de Olympische Spelen van 2004 in Athene achtste was geworden, behoorde Mottram op de wereldkampioenschappen van 2005 in Helsinki tot de geheime favorieten. Hij bleek de enige blanke atleet die op deze afstand de Afrikaanse lopers tegenstand bieden kon. Hij behaalde een bronzen medaille achter de Keniaan Benjamin Limo en de Ethiopiër Sileshi Sihine.

### Zilver op de Gemenebestspelen
In 2006 won hij een zilveren medaille op de Gemenebestspelen op de 5000 m in 12.58,19. De Kenianen Augustine Choge (12.56,41) en Benjamin Limo (13.05,30) wonnen respectievelijk het goud en brons. Ook startte hij er op de 1500 m, waarop hij eveneens de finale haalde. Hierin kwam hij echter niet verder dan een negende plaats.
Het jaar erop was zijn belangrijkste prestatie zijn deelname aan de 5000 m op de WK in Osaka. Hierin eindigde hij op een dertiende plaats in 13.56,24.

### Ups en downs
Het jaar 2008 was er voor Mottram een met ups en downs. Hij ging in eigen land uitstekend van start met het winnen van twee nationale titels op de 3000 en de 5000 m en een overwinning op de 5000 m tijdens de Melbourne Grand Prix. In de Verenigde Staten finishte hij vervolgens tijdens de prestigieuze Millrose Games in Madison Square Garden, New York op de Engelse mijl als tweede achter Bernard Lagat en verbeterde hij tijdens de Boston Indoor Grand Prix op de 3000 m het meetingrecord van Haile Gebrselassie.
Bij de wereldindoorkampioenschappen in Valencia deed hij het daarna op de 3000 m met een vijfde plaats in 7.52,42 ook niet slecht.
Toen het er echter later dat jaar op aankwam bij de Olympische Spelen in Peking, was Mottram op de 5000 m niet bestand tegen het geweld van de Afrikaanse lopers en viel hij in zijn serie met zijn vijfde plaats in 13.44,39 net buiten de finale. Als gevolg hiervan schoof hij zijn trainer Nick Bideau aan de kant en besloot hij zonder trainer verder te gaan.

### Uitgeschakeld door blessure
Een blessure zorgde ervoor, dat Mottram het jaar 2009 vrijwel geheel aan zich voorbij moest laten gaan. Pas aan het eind van november was hij voldoende hersteld om voor zijn land deel te nemen aan een Ekiden estafette in Japan. Verder accepteerde hij een trainersaanbod van langeafstandstrainer Chris Wardlaw, die eerder onder meer ook de trainer was geweest van Steve Moneghetti.
Pas in 2010 kwam Mottram weer enigszins op stoom. Zijn voornaamste wapenfeiten in dat jaar waren in september zijn overwinningen in de Great Yorkshire Run in Sheffield, een wedstrijd die deel uitmaakt van de internationale Great Run series, en enkele weken later een wedstrijd over 2 Engelse mijl in het kader van de Great North City Games. Opvallend hierbij was, dat Mottram beide keren Chris Thompson versloeg, de man die kort ervoor tweede was geworden achter Mo Farah op de 10.000 m tijdens de Europese kampioenschappen in Barcelona.

### Richting oude niveau
In 2011 kwam hij weer terug bij het internationale veld. Hij deed voor de achtste keer mee aan de wereldkampioenschappen veldlopen, wat hij de twee jaren ervoor niet deed. Hij kwam daar niet in de buurt van het podium. De voorbereiding op de WK van dat jaar in Daegu was vergeleken met 2009 en 2010 goed, maar tegelijkertijd ook wisselend. Deze voorbereiding was echter niet goed genoeg om hem een finaleplek te garanderen: hij werd slechts 26e op de 5000 m en strandde in de voorronde. Bij de WK indoor van 2012 behaalde hij de finale wel. In de snelste serie van de 3000 m werd hij tweede achter Edwin Cheruiyot Soi. In de finale schoot hij echter tekort en eindigde als elfde. Dit was een week nadat hij zich bij de Melbourne Track Classic op de 5000 m had geplaatst voor zijn vierde Olympische Spelen. Op de Spelen in Londen sneuvelde hij echter nog voor de finale.

### Privé
Van beroep is Craig Mottram reddingszwemmer. Hij is aangesloten bij de Deakin Athletics Club in Melbourne.

## Titels
- Australisch kampioen 1500 m - 2002
- Australisch kampioen 3000 m - 2008
- Australisch kampioen 5000 m - 2002, 2004, 2005, 2006, 2007, 2008

## Persoonlijke records
Outdoor
| Onderdeel   | Prestatie       | Datum             | Plaats     |
| ----------- | --------------- | ----------------- | ---------- |
| 1500 m      | 3.33,97         | 18 augustus 2006  | Zürich     |
| 1 Eng. mijl | 3.48,98 (ex-AR) | 29 juli 2005      | Oslo       |
| 2000 m      | 4.50,76 (AR)    | 9 maart 2006      | Melbourne  |
| 3000 m      | 7.32,19 (ex-AR) | 17 september 2006 | Athene     |
| 2 Eng. mijl | 8.03,50 (AR)    | 10 juni 2007      | Eugene     |
| 5000 m      | 12.55,76 (AR)   | 30 juli 2004      | Londen     |
| 10.000 m    | 27.34,48        | 4 mei 2008        | Palo Alto  |
| 10 km       | 27.54 (AR)      | 23 mei 2004       | Manchester |

Indoor
| Onderdeel   | Prestatie    | Datum           | Plaats   |
| ----------- | ------------ | --------------- | -------- |
| 1 Eng. mijl | 3.54,81      | 2 februari 2007 | New York |
| 3000 m      | 7.34,50 (AR) | 26 januari 2008 | Boston   |
| 2 Eng. mijl | 8.26,54      | 28 januari 2006 | Boston   |

## Palmares

### 1500 m
- 2001: 6e Grand Prix Finale - 3.35,40
- 2002:  Australische kamp. - 3.41,19
- 2006: 9e Gemenebestspelen - 3.44,37

### 3000 m
Kampioenschappen
- 2001: 8e WK indoor - 7.48,34
- 2002:  Wereldbeker - 7.41,37
- 2003: 8e Wereldatletiekfinale - 7.48,76
- 2004: 10e WK indoor - 8.03,82
- 2006:  Wereldbeker - 7.32,19
- 2007: 4e Wereldatletiekfinale - 7.49,89
- 2008:  Australische kamp. - 7.48,26
- 2008: 5e WK indoor - 7.52,42
- 2012: 11e WK indoor - 7.48,23

Golden League-podiumplek
- 2005:  Weltklasse Zürich – 7.38,03

### 5000 m
- 2000: 8e in serie OS - 13.31,06
- 2002:  Australische kamp. - 13.12,04
- 2002: 6e Gemenebestspelen - 13.25,21
- 2004: 5e Bislett Games - 13.03,37
- 2004:  Australische kamp. - 13.31,74
- 2004: 8e OS - 13.25,70
- 2005:  Australische kamp. - 13.01,38
- 2005:  WK - 13.32,96
- 2006:  Australische kamp. - 13.47,44
- 2006:  Gemenebestspelen - 12.58,19
- 2007:  Australische kamp. - 13.32,67
- 2007: 13e WK - 13.56,24
- 2007: 9e Wereldatletiekfinale - 13.42,81
- 2008:  Australische kamp. - 13.11,99
- 2008: 5e in serie OS - 13.44,39
- 2011:  Australische kamp. - 13.25,15
- 2012: 16e in serie OS - 13.40,24

### 10.000 m
- 2001:  Telstra Zatopek Classic in Melbourne - 28.19,26
- 2003:  Telstra Zatopek Classic in Melbourne - 27.50,55
- 2005:  Cardinal Invitational- Kim McDonald in Palo Alto - 27.56,02
- 2008:  Kim McDonald Memorial in Palo Alto - 27.34,48
- 2012: 4e Australische kamp. - 28.52,20

### 5 km
- 2001:  New Balance Bolt in Noosa - 13.54
- 2002:  New Balance Bolt in Noosa - 13.43
- 2003:  Noosa Bolt - 13.49
- 2004:  Scotland/BUPA in Balmoral - 13.21
- 2005:  Carlsbad - 13.20

### 10 km
- 2001:  Flemington Road Race - 28.51
- 2002:  Burnie - 28.30
- 2003:  Great Ireland Run - 28.36
- 2003:  Burnie - 28.25
- 2003:  Herald Sun Olympic Dream in Melbourne - 29.16
- 2004:  Great Ireland Run - 29.11
- 2004:  Great Manchester Run - 27.54
- 2004:  Nike in Sydney - 29.40
- 2004:  San Silvestro Vallecana in Madrid - 28.18
- 2005:  Great Ireland Run - 28.35
- 2005:  Healthy Kidney in New York - 28.27,3
- 2006:  Great Ireland Run - 28.51
- 2006:  Healthy Kidney in New York - 28.13
- 2006:  San Silvestro Vallecana in Madrid - 27.39
- 2007:  Great Ireland Run - 29.00
- 2007:  Healthy Kidney in New York - 28.24,6
- 2010:  Great Yorkshire Run - 28.50
- 2011: 4e Great Manchester Run - 28.36
- 2013:  Southern Cross University in Gold Coast - 29.38
- 2015:  Hobart Run the Bridge - 29.37
- 2015: 5e Hobart Run the Bridge - 30.02
- 2015:  Tony Ireland Holden in Townsville - 30.02
- 2016:  Hobart Run the Bridge - 29.37

### 15 km
- 2008: 4e Great Australian Run - 44.08
- 2014:  Herald Sun City Link Run for the Kids in Melbourne - 44.48

### marathon
- 2016: 80e marathon van Londen - 2:28.39

### veldlopen
- 1999: 17e WK junioren in Belfast - 27.49
- 2001: 8e WK korte afstand in Oostende - 12.49
- 2002: 5e WK korte afstand in Dublin - 12.27
- 2004: 9e WK korte afstand in Brussel - 11.51
- 2004: 13e WK lange afstand in Brussel - 37.10
- 2005: 22e WK lange afstand in Saint Galmier - 37.11
- 2006: 11e WK korte afstand in Fukuoka - 11.10
- 2006: DNS WK lange afstand in Fukuoka
- 2008: 31e WK lange afstand in Edinburgh - 36.40
- 2011: 21 WK lange afstand in Punta Umbria - 35.33